# Ian Khama
Seretse Khama Ian Khama (Surrey, Regne Unit, 27 de febrer de 1953) és el President de Botswana i el cap de la tribu africana Bamangwato. És el fill major de Sir Seretse Khama -home que li va donar la independència a Botswana- i qui va ser President de 1966 a 1980. Actualment ostenta el càrrec de Comandant General. L'abril de 2022, Ian Khama va ser citat per la justícia del seu país. L'excap d'Estat està acusat, entre altres coses, de tinença il·legal d'arma de foc. El cas es remunta al 2016.